# Brigadegeneral
Brigadegeneral ist ein militärischer Dienstgrad der deutschen Bundeswehr. Im österreichischen Bundesheer, der Schweizer Armee und in weiteren Streitkräften wird der vergleichbare Dienstgrad als Brigadier bezeichnet.

## Etymologie

### Brigadegeneral
Der Brigadegeneral (und auch die entsprechende, ähnlich- oder gleichlautende englische, französische und polnische Bezeichnung) ist ein General, der eine Brigade kommandiert. Da die Dienstgradabzeichen eines Brigadegenerals in vielen Streitkräften, darunter die Bundeswehr und die Streitkräfte der Vereinigten Staaten, einen Stern zeigen, wird der Brigadegeneral umgangssprachlich häufig auch als „Einsternegeneral“ bezeichnet.

### Variante „Brigadier“
Eine der Bezeichnung Brigadegeneral ähnliche Bezeichnung ist der Brigadier. Gemessen am NATO-Rangcode ist der Brigadier im Bundesheer und der Schweizer Armee äquivalent zum deutschen Brigadegeneral. In einigen anderen Streitkräften ist der Brigadier dagegen ein Dienstgrad, der unterhalb des gleich- oder ähnlichlautenden Dienstgrads deutschsprachiger Streitkräfte angesiedelt ist.
In der französischen Armee ist ein „Brigadier“ hingegen ein Unteroffiziersdienstgrad.

## Bundeswehr
Der Dienstgrad Brigadegeneral wird durch den Bundespräsidenten mit der Anordnung des Bundespräsidenten über die Dienstgradbezeichnungen und die Uniform der Soldaten auf Grundlage des Soldatengesetzes festgesetzt.

### Befehlsbefugnis und Dienststellungen
In der Bundeswehr ist der Brigadegeneral ein Offiziersdienstgrad, der gemäß der Zentralen Dienstvorschrift (ZDv) A-1420/24 „Dienstgrade und Dienstgradgruppen“ zur Dienstgradgruppe der Generale zählt. Aufgrund der Zugehörigkeit zur Dienstgradgruppe der Generale können Soldaten im Dienstgrad Brigadegeneral auf Grundlage des § 4 („Vorgesetztenverhältnis auf Grund des Dienstgrades“) der Vorgesetztenverordnung innerhalb der dort gesetzten Grenzen Soldaten der Dienstgradgruppen Mannschaften, Unteroffizieren ohne und mit Portepee, Leutnanten, Hauptleuten und Stabsoffizieren Befehle erteilen. Kommandeure einer Ausbildungseinrichtung, Brigadekommandeure, Kommandeure Divisionstruppen usw. sind als Einheitsführer Disziplinarvorgesetzter der ihnen truppendienstlich unterstellten Soldaten gemäß Wehrdisziplinarordnung.
Die Brigadegenerale dienen wie die meisten Generale vorwiegend auf Stabsposten, seltener in der „kämpfenden“ Truppe als militärische Führer. Typisch sind Verwendungen in leitenden Funktionen als Dezernatsleiter, Abteilungsleiter oder Referatsleiter in Kommandobehörden, Ämtern oder im Ministerium. Dort sind sie fachlich abschließend verantwortlich beispielsweise für Personal- und Materialplanung, Strategieentwicklung oder Einsatzplanung.
Einige Brigadegenerale sind Kommandeure von Lehreinrichtungen (im Heer beispielsweise an einer Truppenschule oder Zentren). Brigadegenerale, meist gleichzeitig Kommandeure einer Lehreinrichtung, sind häufig für die Ausbildung und Weiterentwicklung ihrer Truppengattung verantwortlich und bekleiden dazu die Dienststellung – nicht den Dienstgrad – General der Artillerie, General der Panzertruppen, General der Infanterie usw. Als Militärattaché an besonders wichtigen deutschen Botschaften werden Brigadegenerale auch im diplomatischen Dienst eingesetzt – so regelmäßig in den Vereinigten Staaten und Russland.
In den Korps dienen sie als Chef des Stabes oder Stellvertretender Chef des Stabes für Operationen. Auf diesem Dienstposten unterstützen sie unmittelbar den Befehlshaber des Korps bei der Führung der Truppe. Einige Brigadegenerale werden in der Truppe auch als militärische Führer von Großverbänden eingesetzt. Typisch sind Verwendungen als Brigadekommandeur, stellvertretender Divisionskommandeur und Kommandeur Divisionstruppen.
Im Geoinformationsdienst der Bundeswehr ist grundsätzlich nur der Leiter des Geoinformationsdienstes und des Zentrums für Geoinformationswesen der Bundeswehr Brigadegeneral; und damit in der Laufbahn des Geoinformationsdienstes der Bundeswehr der Spitzendienstgrad.

### Ernennung, Besoldung und Altersgrenze
Gesetzliche Grundlagen für die Ernennung zum Brigadegeneral setzt die Soldatenlaufbahnverordnung (SLV) und ergänzend die Zentrale Dienstvorschrift (ZDv) 20/7. Im Detail sind die Laufbahnen dort aber nur bis zum Dienstgrad Oberst reglementiert. Die Ernennung zum Brigadegeneral ist dagegen im Wesentlichen eine vom Dienstherrn aufgrund der Eignung und Leistung des Soldaten zu treffende Entscheidung, die kaum weiteren Voraussetzungen unterliegt. Zum Brigadegeneral werden in der Praxis üblicherweise nur Berufsoffiziere ernannt. Nach der Soldatenlaufbahnverordnung gilt sinngemäß, dass die Dienstgrade in der in der Anordnung des Bundespräsidenten beschriebenen Reihenfolge regelmäßig durchlaufen werden sollten und eine Mindestdienstzeit im vorangehenden Dienstgrad von mindestens einem Jahr die Regel sein sollte; in der Praxis waren Brigadegenerale zuvor mehrere Jahre Oberste. Vor Beförderung in die Dienstgradgruppe der Generale ist keine besondere Prüfung abzulegen; in der Praxis haben die meisten Brigadegenerale jedoch den Lehrgang Generalstabs-/Admiralstabsdienst an der Führungsakademie der Bundeswehr absolviert.
Brigadegenerale werden nach der Bundesbesoldungsordnung (BBesO) mit B 6 besoldet. Gemäß Personalhaushalt des Einzelplanes 14 des Bundeshaushaltsplans 2014 sind 128 Planstellen für die Soldaten der Besoldungsgruppe B 6 vorgesehen; davon entfallen 14 auf das Bundesministerium der Verteidigung und 114 auf die Streitkräfte (nachgeordneter militärischer Bereich). Für 2019 waren nach dem Bundeshaushaltsplan für die Streitkräfte 113 (2018: 110) Planstellen vorgesehen. Zusätzlich waren dem Bundesministerium ebenso wie 2018 21 Stellen zugesprochen. 14 B6-Stellen (2018: 13) waren u. a. der Bundeswehrverwaltung, Universität der Bundeswehr und Militärseelsorge zugeordnet.
Als besondere Altersgrenze für Brigadegenerale wurde die Vollendung des 62. Lebensjahres festgesetzt.

### Dienstgradabzeichen
Das Dienstgradabzeichen für Brigadegenerale zeigt goldenes Eichenlaub und einen goldenen Stern als Schulterabzeichen. Die Unterlagen der Schulterklappen (bei Heeresuniformträgern entsprechend auch die Flachlitzen) sind hochrot.

### Geschichte
In früheren deutschen Streitkräften war der Dienstgrad Brigadegeneral nie gebräuchlich, denn er folgt einer anderen Terminologie als die übrigen Generaldienstgrade.
Das „deutsche“ System in den Landstreitkräften war anders als das „französische“ nicht an Truppenteile gebunden: Niedrigster Dienstgrad der war vielmehr meist der Generalmajor, als Nachfolgebezeichnung des Generalwachtmeisters, dem der Generalleutnant als Stellvertreter (Leutnant = lat. locus tenens = Stellvertreter) eines Generals folgte. Über diesem rangierte der General (anfänglich eines Heerestruppenteils als „der Infanterie“, „der Kavallerie“ oder „der Artillerie“, dann auch „der Luftwaffe“) und über diesem der Generaloberst.
Das französische System folgt dem Truppenteil: Général de Brigade, Général de Division, Général de corps d’armée und General d’armée. Der Dienstgrad Brigadegeneral wurde 1955/1956 in der Bundeswehr eingeführt. Ziel war eine Vereinheitlichung der Generaldienstgrade innerhalb der NATO. Analog wurden die für frühere Streitkräfte und die Anfangsjahre der Bundeswehr typischen Kampfgruppen in Brigaden umgegliedert. Heeresuniformträger im Rang eines Brigadegenerals sind überhaupt die einzigen Heeresuniformträger, bei denen man den typischerweise unterstellten Truppenteil unmittelbar an der Dienstgradbezeichnung ablesen kann. Der Brigadegeneral war von 1951 bis 1976 auch eine Amtsbezeichnung des Bundesgrenzschutzes.

### Äquivalente, nach- und übergeordnete Dienstgrade
Den Dienstgrad Brigadegeneral führen nur Heeres- und Luftwaffenuniformträger. Marineuniformträger (außer Sanitätsoffiziere) derselben Rangstufe führen den Dienstgrad Flottillenadmiral. Die ranggleichen Sanitätsoffizierdienstgrade sind die nach Approbationsrichtung und Uniformträgerbereich unterschiedlich lautenden Dienstgrade Generalarzt, Generalapotheker bzw. Admiralarzt (erste zwei Dienstgradbezeichnungen für Heeres- und Luftwaffenuniformträger; letzte Dienstgradbezeichnung für Marineuniformträger). In den Streitkräften der NATO ist der Brigadegeneral zu allen Dienstgraden mit dem NATO-Rangcode OF-6 äquivalent.
Im Sinne der ZDv 14/5 und der Anordnung des Bundespräsidenten ist der Brigadegeneral über dem rangniedrigeren Oberst bzw. Kapitän zur See und unter dem ranghöheren Generalmajor bzw. Konteradmiral eingeordnet (erste Dienstgradbezeichnung jeweils für Heeres- und Luftwaffenuniformträger; zweite Dienstgradbezeichnung für Marineuniformträger). Die zum Oberst ranggleichen Sanitätsoffizierdienstgrade sind die nach Approbationsrichtung und Uniformträgerbereich unterschiedlich lautenden Dienstgrade Oberstarzt, Oberstapotheker und Oberstveterinär bzw. Flottenarzt und Flottenapotheker (ersten drei Dienstgradbezeichnungen für Heeres- und Luftwaffenuniformträger; letzten beiden Dienstgradbezeichnungen für Marineuniformträger). Die zum Generalmajor ranggleichen Sanitätsoffizierdienstgrade sind die nach Approbation und Uniformträgerbereich unterschiedlich lautenden Dienstgrade Generalstabsarzt bzw. Admiralstabsarzt (erste Dienstgradbezeichnung für Heeres- und Luftwaffenuniformträger; letzte Dienstgradbezeichnung für Marineuniformträger).
| Offizierdienstgrad |                                                                           |                                                              |
| Niedrigerer Dienstgrad |                                                                           | Höherer Dienstgrad                                           |
| Oberst Kapitän zur See Oberstarzt Oberstapotheker Oberstveterinär Flottenarzt Flottenapotheker                                  | Brigadegeneral Flottillenadmiral Generalarzt Generalapotheker Admiralarzt | Generalmajor Konteradmiral Generalstabsarzt Admiralstabsarzt |
| Dienstgradgruppe: Mannschaften – Unteroffiziere o.P. – Unteroffiziere m.P. – Leutnante – Hauptleute – Stabsoffiziere – Generale |                                                                           |                                                              |

## Brasilianische Armee

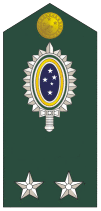
General de brigada

Der Brigadegeneral (General de brigada) ist das Äquivalent zum Generalmajor (OF-7) in der Brasilianischen Armee. Dies ist in einigen lateinamerikanischen Ländern wie Chile, Ecuador usw. ähnlich.

## Französische Streitkräfte

Général de brigade

In den französischen Streitkräften ist das Äquivalent zum deutschen Brigadegeneral der Général de brigade. Dieser niedrigste Generalsrang steht über dem Colonel und unter dem Général de division.

## Verteidigungskräfte Osttimors

Brigadeiro

In den Verteidigungskräften Osttimors (F-FDTL) hatte der militärische Oberbefehlshaber Taur Matan Ruak von der Gründung bis 2009 den Rang eines Brigadeiro. 2009 wurde er Major-general. Nach seinem Abschied 2011 wurde sein Nachfolger Lere Anan Timur zum Major-general befördert, während der neue Stellvertreter Filomeno Paixão den Rang des Brigadeiros erhielt. 2018 wurden vier weitere Offiziere zu Brigadegenerälen befördert.

## Polnische Streitkräfte
In den polnischen Streitkräften ist der Brigadegeneral, polnisch Generał brygady (gen.bryg.) der niederrangigste Dienstgrad der Generale, zu dem ein Offizier in Friedenszeiten ernannt werden kann.

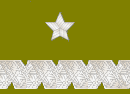
Generał brygady Mützenband
Generał brygady (Heer)
Generał brygady (Luftwaffe)

| Dienstgrad                        |                                      |                                               |
| niedriger: Oberst (pl: Pułkownik) | Brigadegeneral (pl: Generał brygady) | höher: Divisionsgeneral (pl: Generał dywizji) |

## Streitkräfte der Vereinigten Staaten

Brigadier General

In der United States Army, der US Air Force und dem US Marine Corps ist der Brigadier General der mit dem deutschen vergleichbare und ähnlichlautende Dienstgrad. In der Hierarchie steht dieser über dem Colonel und unter dem Major General. Die US-Soldstufe ist O-7. Der NATO-Rangcode ist OF-6. Ein Brigadier General führt operativ eine Brigade mit sechs bis sieben Bataillonen und damit 3000–4000 Soldaten. Der Brigadier General wird auch als Stellvertreter eines ranghöheren Generals (zum Beispiel als stellvertretender Divisionskommandeur) eingesetzt. Seine Aufgabe sind dabei die Missionsvorbereitung und die Truppenaufteilung. Der Brigadier General ist der niedrigste der fünf Generalsränge der Vereinigten Staaten.

## Russische Streitkräfte
In den russischen Streitkräften gab es nie eine gleich- oder ähnlichlautende Dienstgradbezeichnung. Vergleichbar mit dem deutschen Brigadegeneral ist gemäß NATO-Rangcode vielmehr der Generál-Majór (kyrillische Schrift: Генера́л-майо́р). Dieser dem deutschen Generalmajor etymologisch, phonetisch und historisch (vor 1955) ähnelnde Dienstgrad ist der niedrigste Rang der russischen Generalität.

## Türkische Streitkräfte
In den türkischen Streitkräften, in den Teilstreitkräften Heer und Luftwaffe, wurde der gleiche Dienstgrad früher als Mirliva und heute als Tuğgeneral bezeichnet, abgeleitet von dem Begriff „tugay“ für eine türkische Brigade.

## Anmerkung
1. ↑  Grammatikalisch korrekt wäre „Einsterngeneral“. „Einsternegeneral“ ist eine analog zu den höherrangigen „Zweisternegeneral“, „Dreisternegeneral“, „Viersternegeneral“ gebildete Bezeichnung.
2. ↑  Links: Dienstgradabzeichen auf der Schulterklappe der Jacke des Dienstanzuges für Heeresuniformträger. Rechts: Dienstgradabzeichen auf der Schulterklappe der Jacke des Dienstanzuges für Luftwaffenuniformträger.
3. ↑  Zum Brigadegeneral können im Grunde Soldaten auf Zeit, Berufssoldaten und Reservisten ernannt werden, wobei in der Praxis (zumal im Frieden) fast nur Berufsoffiziere zum Brigadegeneral befördert werden. Gegenbeispiele sind Friedrich August Freiherr von der Heydte und Adolf Wicht, die zum Brigadegeneral d. R. befördert wurden. Nach Aussagen von Günter Kießling sind außerdem hochrangige Beamte des Bundesnachrichtendienstes, ehemalige Obersten i. G., zum Brigadegeneral d. R. befördert worden (vgl. Günter Kießling: Versäumter Widerspruch. Hase & Koehler, Mainz 1993, ISBN 3-7758-1294-6, S. 350.) Generale a. D. sind im Übrigen auch Reservisten. Sie werden aber üblicherweise nicht weiter befördert und leisten auch keine Wehrübungen. In der Praxis ist die Beförderung eines Reservisten zum Brigadegeneral (und deren Weiterbeförderung) zudem ausgeschlossen, weil keine entsprechende Planstellen ausgeplant wurden und daher keine im Sinne der Soldatenlaufbahnverordnung in Verbindung mit der ZDv 20/7 sinngemäß (nicht formal) geforderte Beorderung erfolgen kann. Im Sinne der Soldatenlaufbahnverordnung ist ferner die Zugehörigkeit zur Laufbahngruppe der Offiziere naheliegend, obwohl auch dies nur implizit erschlossen werden kann, denn alle Generale werden im Sinne der Anordnung des Bundespräsidenten weiter zu den Offizieren gezählt. Im Geltungsbereich der Soldatenlaufbahnverordnung sind Beförderungen der Offiziere nur innerhalb einer Laufbahn der Laufbahngruppe der Offiziere möglich. Auch wenn die Laufbahnen der Laufbahngruppe über den Oberst hinausgehend in der Soldatenlaufbahnverordnung nicht näher beschrieben sind, erfolgt die Beförderung in einen Dienstgrad der Dienstgradgruppe der Generale sinngemäß in Fortsetzung einer der Laufbahnen der Offiziere. Praktisch ausgeschlossen ist die Beförderung von Offizieren einer der Laufbahnen des militärfachlichen Dienstes oder des Militärmusikdienstes. Ihre Beförderung ist in der Praxis ausgeschlossen, da keine entsprechenden Planstellen ausgewiesen werden. Die Laufbahn im militärfachlichen Dienst endet in der Praxis und in der Beschreibung der Soldatenlaufbahnverordnung beim Stabshauptmann. Für Militärmusikoffiziere ist aufgrund der begrenzten Planstellen höchstens der Dienstgrad Oberst zu erreichen.
4. ↑  Mindestdienstzeiten seit Ernennung zu einem vorangehenden Dienstgrad sind formal also keine Voraussetzungen. Theoretisch könnte der Dienstgrad Brigadegeneral auch von Obersten „übersprungen“ werden oder bereits kurz nach Ernennung zum Oberst erreicht werden; theoretisch möglich ist auch eine Einstellung mit dem Dienstgrad Brigadegeneral. Ein seltenes Beispiel für einen dieser „Sonderfälle“, das uneingeschränkt auf Heeres- und Luftwaffenuniformträger und den Dienstgrad Brigadegeneral übertragbar wäre, ist Ulrich Weisser, der 1992 zunächst zum Flottillenadmiral ernannt wurde und noch im selben Jahr zum Vizeadmiral ernannt wurde. Weisser übersprang den Dienstgrad Konteradmiral, vgl. Hans Ehlert: Ein Leben für die Bundeswehr. Minensucher, Superhirn, graue Eminenz. In: faz.net. Frankfurter Allgemeine Zeitung GmbH, Werner D’Inka, Berthold Kohler, Günther Nonnenmacher, Holger Steltzner, 6. Mai 2011, abgerufen am 15. August 2014 (Erstausgabe in der Frankfurter Allgemeinen Zeitung vom 27. April 2011. Nr. 97 / Seite 8).
5. ↑  ZDv 20/7 auf Grundlage § 44 der Soldatenlaufbahnverordnung (Verordnung über die Laufbahnen der Soldatinnen und Soldaten (Soldatenlaufbahnverordnung – SLV). 19. März 2002, § 44 (gesetze-im-internet.de [abgerufen am 25. März 2014] Neugefasst durch Bek. v. 19. August 2011 I 1813. Zuletzt geändert durch Art. 2 Abs. 5 G v. 8. April 2013 I 730).)
6. ↑  Die Altersgrenzen wurden mit dem Dienstrechtsneuordnungsgesetz 2009 neu bestimmt, vgl. insbes. Änderungen betreffend § 45 SG und Übergangsbestimmungen gem. § 96 SG. Vgl. Gesetz zur Neuordnung und Modernisierung des Bundesdienstrechts (Dienstrechtsneuordnungsgesetz - DNeuG). In: Bundesanzeiger Verlag (Hrsg.): BGBl. Teil 1, G 5702. Band 2009, Nr. 7. Bonn 11. Februar 2009, S. 160–275. BGBl. 2009 I Nr. 7
7. ↑  Aus Platzgründen verkürzte Bilduntertitel. Gemeint sind jeweils Heeresuniformträger und Luftwaffenuniformträger. Die neben der Aufschiebeschlaufe für Heeresuniformträger abgebildete hochrote Flachlitze ist bei Heeresuniformträgern stets das Kennzeichen für die Zugehörigkeit zur Dienstgradgruppe der Generale. Neben den hier auf den Schulterklappen aufgeschoben abgebildeten Aufschiebeschlaufen für die Feldbluse im fünffarbigen Flecktarnmuster gibt es noch etliche weitere Dienstgradabzeichentypen, die im Artikel →„Dienstgradabzeichen der Bundeswehr“ ausführlicher dargestellt werden.
8. ↑  Beachte zur vorschriftswidrigen Trageweise der Waffenfarbe die Anmerkungen im → Kapitel zur Waffenfarbe der Generale im Artikel „Waffenfarbe“